# Vallarsa
Vallarsa är en kommun i provinsen Trento i regionen Trentino-Sydtyrolen i Italien. Kommunen hade 1 370 invånare (2018).